# Euryphthiria alterans
Euryphthiria alterans är en tvåvingeart som först beskrevs av Samuel Wendell Williston  1901.  Euryphthiria alterans ingår i släktet Euryphthiria och familjen svävflugor. Inga underarter finns listade i Catalogue of Life.